# ديفيد هوارث
ديفيد هوارث (بالإنجليزية: David Howarth) هو سياسي بريطاني، ولد في 10 نوفمبر 1958 في المملكة المتحدة. حزبياً، نشط في الديمقراطيون الليبراليون. في الانتخابات العامة في المملكة المتحدة 2005، انتخب عضو برلمان المملكة المتحدة الـ54 عن دائرة كيمبريدج وقد انضم خلال فترته النيابية ‏ (5 مايو 2005 – 12 أبريل 2010) للكتلة البرلمانية الديمقراطيون الليبراليون وانتخب Liberal Democrat frontbench team ‏.